# 约瑟夫·古多尔
约瑟夫·古多尔（英語：Joseph Goodall，1992年6月22日—），澳大利亚男子拳击运动员。他曾代表澳大利亚参加2014年英联邦运动会拳击比赛，获得男子91公斤以上级银牌。